# Accelerazione areolare
In cinematica, l'accelerazione areolare è una grandezza vettoriale che rappresenta la variazione della velocità areolare in funzione del tempo. Essa è quindi definita analiticamente come la derivata prima rispetto al tempo della velocità areolare:
{\displaystyle {\ddot {\mathbf {A} }}={\frac {\mathrm {d} {\dot {\mathbf {A} }}}{\mathrm {d} t}}={\frac {\mathrm {d} ^{2}\mathbf {A} }{\mathrm {d} t^{2}}}}
Nel SI la sua unità di misura è il m2·s−2 (metri quadri al secondo quadro).
Pertanto il valore dell'accelerazione areolare è:
{\displaystyle {\ddot {\mathbf {A} }}={\frac {\mathrm {d} }{\mathrm {d} t}}\left({\frac {\mathbf {r} \times \mathbf {v} }{2}}\right)={\frac {1}{2}}{\frac {\mathrm {d} }{\mathrm {d} t}}(\mathbf {r} \times \mathbf {v} )={\frac {1}{2}}\left({\frac {\mathrm {d} \mathbf {r} }{\mathrm {d} t}}\times \mathbf {v} +\mathbf {r} \times {\frac {\mathrm {d} \mathbf {v} }{\mathrm {d} t}}\right)={\frac {1}{2}}{\frac {\mathrm {d} }{\mathrm {d} t}}(\mathbf {r} \times \mathbf {v} )={\frac {1}{2}}\left({\frac {\mathrm {d} \mathbf {r} }{\mathrm {d} t}}\times \mathbf {v} +\mathbf {r} \times \mathbf {a} \right)}
dove {\displaystyle \mathbf {r} } è il raggio vettore {\displaystyle \mathbf {a} } l'accelerazione tangenziale. Poiché {\displaystyle {\frac {\operatorname {d} \!\mathbf {r} }{\operatorname {d} \!t}}} e {\displaystyle \mathbf {v} } sono vettori paralleli il loro prodotto vettoriale è nullo, perciò dalla formula scritta sopra si ottiene l'espressione dell'accelerazione areolare:
{\displaystyle {\ddot {\mathbf {A} }}={\frac {\mathbf {r} \times \mathbf {a} }{2}}}
Sapendo l'accelerazione tangenziale è parallela alla velocità tangenziale, l'accelerazione areolare ha direzione coincidente con quella della velocità areolare, pertanto risulta parallela all'accelerazione angolare.
L'accelerazione areolare, insieme all'accelerazione angolare, si incontra nei moti rotazionali in generale e nel generico moto circolare. Nel caso in cui in un sistema tali accelerazioni sono costanti, si parla in generale di moto rotazionale uniformemente accelerato.